# Un jour fille
Pour plus de détails, voir Fiche technique et Distribution.
Un jour fille est un drame historique français réalisé par Jean-Claude Monod et sorti en 2023,.

## Synopsis
Au milieu du XVIIIe siècle, Anne Grandjean, grandie fille, avoue son attirance pour les filles à son confesseur. Celui-ci, sachant qu'Anne a été considérée comme "hermaphrodite" à sa naissance, enjoint son père de lui faire changer d'habit et de nom. Devenue Jean-Baptiste, Anne tente de refaire sa vie dans une autre ville et se marie, avant que son passé ne la rattrape, donnant lieu à un procès retentissant. D'après une histoire vraie évoquée par Michel Foucault dans son cours "Les Anormaux".

## Fiche technique
Sauf indication contraire, les informations mentionnées dans cette section peuvent être confirmées par les bases de données cinématographiques IMDb et Allociné,  présentes dans la section « Liens externes ».
- Titre original : Un jour fille
- Réalisation : Jean-Claude Monod
- Scénario : Jean-Claude Monod
- Musique : Karol Beffa
- Décors : Linda Yi
- Costumes : Erwan de Fligué et Nolwenn Kervazo
- Photographie : Baptiste Chesnais
- Son : Xavier Dreyfuss
- Montage : Joëlle Hache
- Production : Claire Dornoy, Richard Copans, Julien Russo et Gilles Commaille
- Sociétés de production : Dacor Productions
- Société de distribution : KapFilms
- Budget :
- Pays de production :  France
- Langue originale : français
- Format :
- Genre : Drame historique
- Durée : 93 minutes
- Dates de sortie :
  - France : 
    - 27 novembre 2023 (Paris)
    - 8 mai 2024 (en salles)

## Distribution
- Marie Toscan : Anne et Jean-Baptiste Grandjean
- Iris Bry : Mathilde Roussin
- Thomas Scimeca : Sébastien
- Thibault de Montalembert : Maître Vermeil
- Sarah Le Picard : Loison
- François Berléand : Juge Genoud
- André Marcon : Père Guy
- Yannick Renier : Jean Grandjean
- Isild Le Besco : Éloïse Grandjean
- Clément Ducros : Étienne Choiseul
- François Chattot
- Scali Delpeyrat : le premier procureur
- Andy Gillet : l'aristocrate
- Christophe Vandevelde : le gardien de prison
- Noémie Seys : la servante Sophie

## Production
Le film a été tourné en partie dans la cité médiévale de Pérouges.